# Gunung Riting
Gunung Riting is een bestuurslaag in het regentschap Belitung van de provincie Bangka-Belitung, Indonesië. Gunung Riting telt 1366 inwoners (volkstelling 2010).